# Cantón de Reignier-Ésery
El cantón de Reignier-Ésery era una división administrativa francesa que estaba situada en el departamento de Alta Saboya y la región de Ródano-Alpes.

## Composición
El cantón estaba formado por ocho comunas:
- Arbusigny
- Fillinges
- La Muraz
- Monnetier-Mornex
- Nangy
- Pers-Jussy
- Reignier-Ésery
- Scientrier

## Supresión del cantón de Reignier-Ésery
En aplicación del Decreto n.º 2014-153 de 13 de febrero de 2014, el cantón de Reignier-Ésery fue suprimido el 22 de marzo de 2015 y sus 8 comunas pasaron a formar parte, siete del nuevo cantón de La Roche-sur-Forony una del nuevo cantón de Bonneville.